# 석수초등학교
석수초등학교는 대한민국 경기도 안양시 만안구에 있는 공립 초등학교이다.

## 학교 연혁
- 1981.09.01 초대 문유옥 교장 부임
- 1981.10.10 개교(19학급)
- 1982.03.17 병설유치원 설치
- 1983.10.15 박달국민학교로 4학급 분리
- 1985.02.09 제1회 졸업식
- 2005.03.01 화창초등학교 23학급 분리
- 2012.03.01 제12대 노진영 교장 취임
- 2015.02.13 제31회 졸업(158명, 누계 11,598명)
- 2015.03.01 33학급(특수2학급 포함), 유치원 3학급 편성

## 참고 자료
- 석수초등학교 - 한국교육학술정보원 학교알리미